# Göteborg-klass (jagare)
Göteborg-klass (eller stadsjagare) var en fartygsklass bestående av sex fartyg tillhörande den svenska marinen. Fartygen levererades som stadsjagare under 1930-talet och användes under andra världskriget för neutralitetsvakt och fartygseskortering. Klassen utmärktes främst av sin höga fart, 39 knop. Runt år 1950 genomgick de omfattande modifieringar och runt år 1960 byggdes tre av fartygen i klassen om till fregatter. Fartygen utrangerades mellan år 1958 och 1968.

## Bakgrund och tillkomst
År 1933 beviljade riksdagen medel för att bygga ytterligare två jagare av samma typ som Ehrensköld-klassen. Till skillnad från tidigare jagare, som blivit namngivna efter svenska sjöhjältar, gavs fartygen i klassen namn efter svenska kuststäder. Beslutet gällde byggnationen av fartygen Göteborg och Stockholm, som levererades av Götaverken 1936 respektive Karlskronavarvet 1937. År 1936 beviljades medel för byggandet av ytterligare två fartyg av samma klass, Malmö och Karlskrona. Malmö levererades av Eriksberg varv år 1939 och Karlskrona av Karlskronavarvet 1940. Kort efter detta beslutade man att bygga ytterligare två fartyg. Gävle levererades från Götaverken 1941 och Norrköping från Eriksberg samma år.

## Utformning

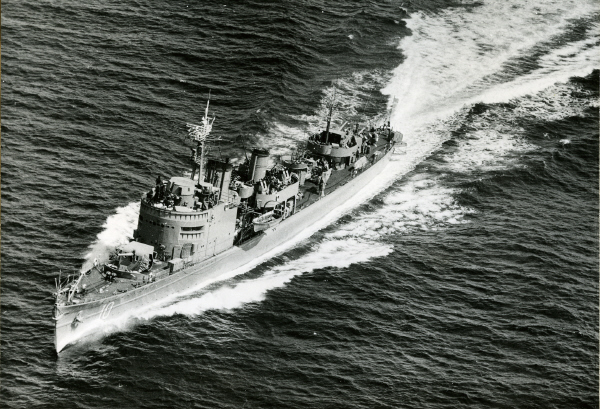
Göteborgsklassen utmärktes främst av sin höga fart.

Utseendemässigt var Göteborg-klassen relativt lik Ehrensköld-klassen, med undantag för strömlinjeformade skorstenar. Den stora skillnaden var fartygens högre fart, 39 knop mot Ehrensköld-klassens 35 knop. Vid provturerna uppnåddes hela 40 knop, vilket gjorde fartygen till de snabbaste i världen i förhållande till sin storlek. Detta åstadkoms genom att fartygen var lättare på grund av att skroven till viss del var svetsade, samt att överbyggnaderna byggdes av lättmetall. Fartygens standarddeplacement var 1 040 ton. Maskinkapaciteten utökades även och man använde två oljeeldade Penhoët ångpannor som levererade överhettad ånga till två stycken de Laval ångturbiner på 32 000 hästkrafter, vilka drev var sin propeller. Då överhettningsanläggningen krävde extra utrymme i maskinrummet blev Göteborg-klassens skrov drygt två meter längre än föregångarens.
| ”                                                                            | Stadsjagarna var en av de vackraste, skeppstekniskt mest lyckade och samtidigt problemfriaste fartygstyperna i svenska flottan | „ |
| – Den svenske mariningenjören Curt Borgenstams bedömning av Göteborg-klassen | |   |

## Bestyckning

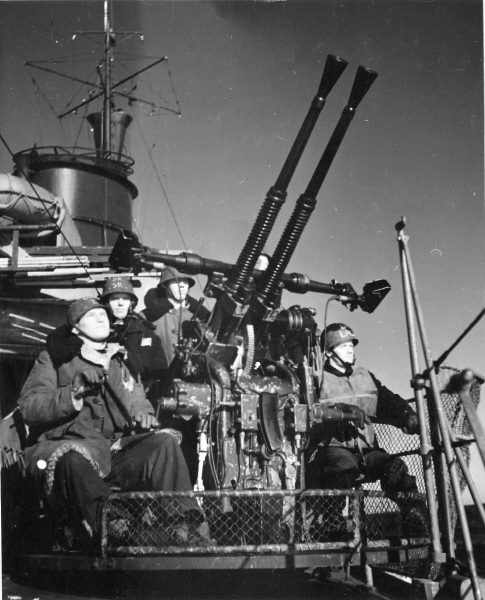
Luftvärnskanon m/32 på HMS Gävle.

Fartygens huvudartilleri bestod av tre 12 cm kanoner m/24 C som kunde fjärrstyras från ett centralsikte. Dessa var placerade en på backdäck, en midskepps mellan skorstenarna och en på akterdäck. Luftvärnet bestod av den nyutvecklade 25 mm luftvärnsautomatkanon m/32. På Göteborg och Stockholm fanns ett dubbellavetage på aktra bryggan och två enkla på gångborden, medan de senare fartygen fick tre dubbellavetage. Vidare medfördes ombord två stycken 8 mm kulsprutor samt sex torpedtuber i två trippelställ vilka kunde styras från centralsiktet, och 40-46 minor. För ubåtsbekämpning var fartygen bestyckade med två sjunkbombsfällare m/24 och två sjunkbombskastare m/24.

## Ombyggnad
I väntan på byggnation av nya jagare genomfördes, liksom på övriga jagarklasser, under åren 1948 till 1951 omfattande ombyggnationer av fartygen i klassen. Dessa utfördes emellertid inte på Göteborg då hon ansågs alltför sliten, bland annat då hon tidigare sjunkit vid Horsfjärdskatastrofen. Den mellersta 12 cm kanonen flyttades till den aktra bryggan, vilket gav bättre bestrykningsvinklar, och luftvärnskanonerna byttes mot 40 mm luftvärnsautomatkanon m/36, vilka hade dubbelt så tunga granater som de tidigare 25mm pjäserna. Senare byttes dessa ut mot fyra 40 mm lvakan m/48 placerade på en plattform runt aktra skorstenen. En kraftigare mast byggdes för en ny radarantenn och hydrofon samt ny stridsledning tillkom. Vid provturer efter modifieringen visade det sig att dessa modifieringar hade ökat fartygens vikt så till den grad att de blivit instabila. Därför breddades skroven på alla fartyg utom Malmö för att öka stabiliteten.

## Ombyggnad till fregatter
År 1958 till 1963 byggdes Malmö, Karlskrona och Gävle om till fregatter. Vid modifieringen togs torpedtuberna bort och ersattes av två 30,5 cm augranatpjäs M/51, och minkapaciteten utökades till 130 minor.

## Utrangering

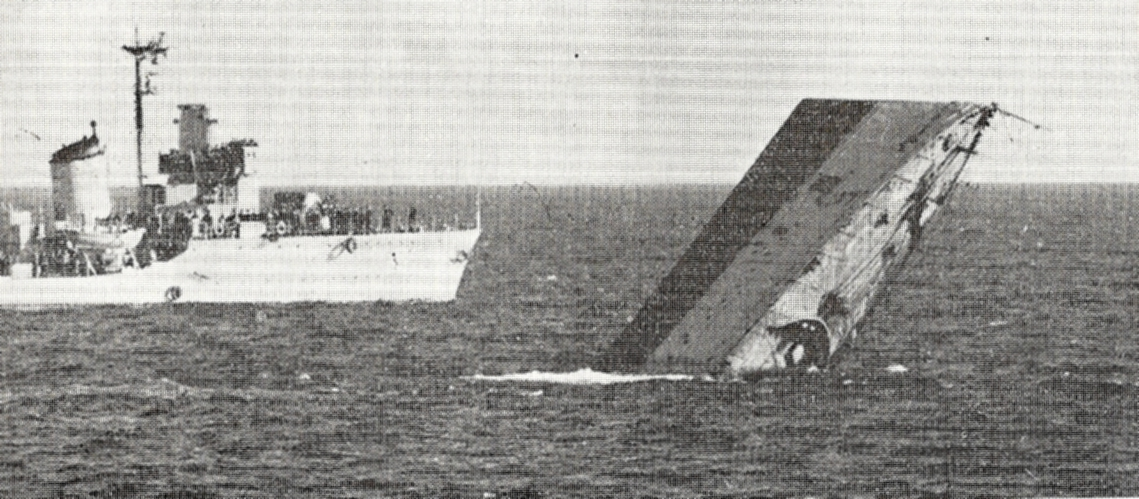
Göteborg sjunker efter att ha använts som målfartyg vid artilleriskjutövning. Till vänster ett fartyg ur Modeklassen.

Göteborg och var det första fartyget i klassen att utrangeras, vilket skedde i augusti 1958 vartefter hon år 1962 sänktes under en skjutövning i Hanöbukten. Stockholm utrangerade 1964 och såldes år 1965 för skrotning i Ystad och Malmö utrangerades 1967 och såldes 1969 för skrotning i Göteborg. Norrköping utrangerades år 1965 och sänktes i slutet av 1970-talet även hon under skjutövningar i Hanöbukten. Gävle utrangerades 1968, såldes, och användes senare som ångcentral vid utprovningen av turbinen vid Oskarshamns kärnkraftverk.

## Fartyg i klassen

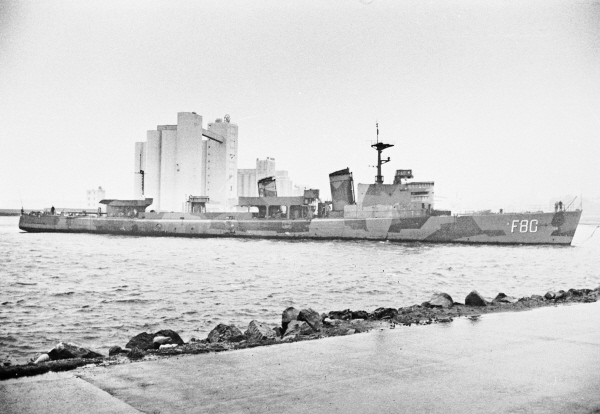
Gävle som fregatt.

| Fartyg               | Sjösatt           | Levererad         | Utrangerad      | Öde                                                  |
| -------------------- | ----------------- | ----------------- | --------------- | ---------------------------------------------------- |
| HMS Göteborg (J5)    | 14 oktober 1935   | 30 oktober 1936   | 15 augusti 1958 | Sänkt som artillerimål i Hanöbukten 1962.            |
| HMS Stockholm (J6)   | 24 mars 1936      | 24 november 1937  | 1 januari 1964  | Såld 1965 för skrotning i Ystad.                     |
| HMS Malmö (J7)       | 22 september 1938 | 15 augusti 1939   | 1 januari 1967  | Såld 1969 för skrotning i Göteborg.                  |
| HMS Karlskrona (J8)  | 16 juni 1939      | 12 september 1940 | 1 juli 1974     | Använd som målfartyg, skrotad 1979.                  |
| HMS Gävle (J9)       | 25 september 1940 | 3 juni 1941       | 6 december 1968 | Använd som ångcentral vid OKG, skrotad i Ystad 1972. |
| HMS Norrköping (J10) | 5 september 1940  | 9 april 1941      | 1 februari 1965 | Sänkt som artillerimål i Hanöbukten 1977.            |

## Bildgalleri

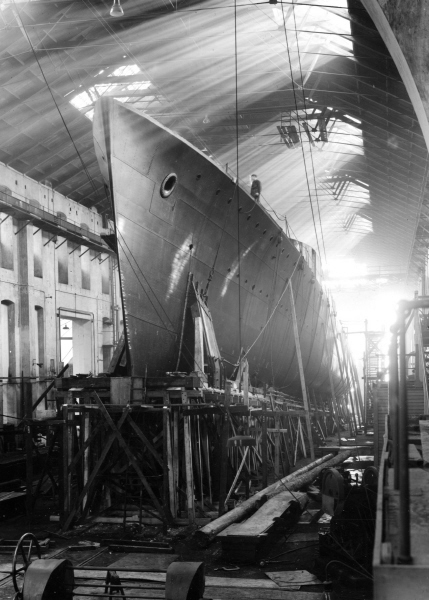
Stockholm byggs.
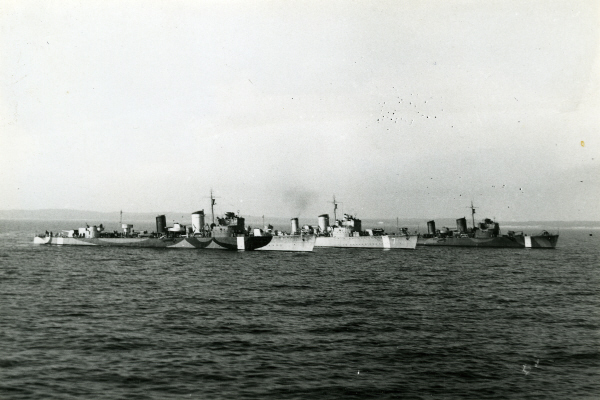
Tre Göteborgsjagare under andra världskriget.
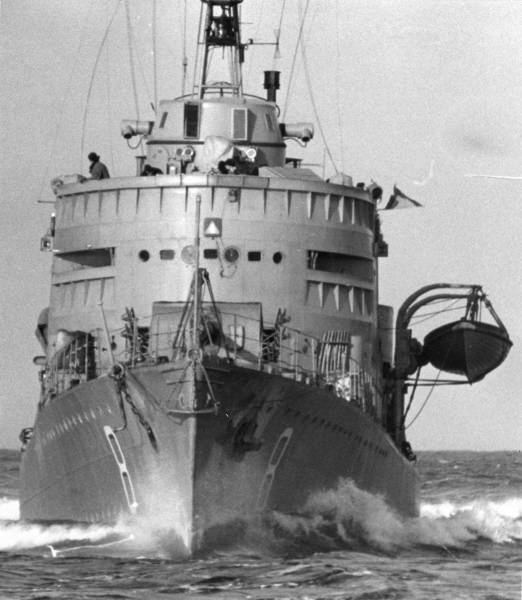
Karlskrona med skeppsbåt hängande på babordsidan.
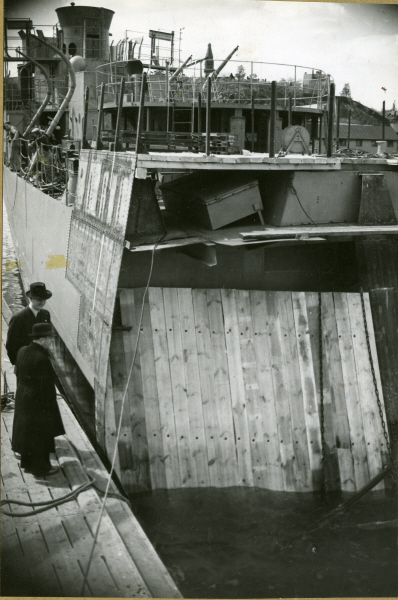
Göteborg bärgad efter Horsfjärdskatastrofen.
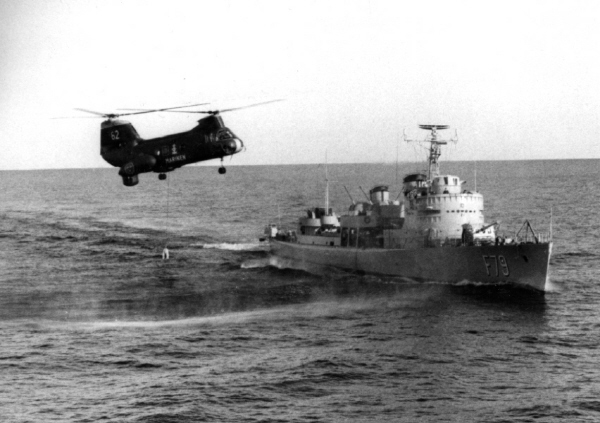
Karlskrona som fregatt tillsammans med en Hkp 4.